# 応用情報技術者試験
応用情報技術者試験（おうようじょうほうぎじゅつしゃしけん、Applied Information Technology Engineer Examination、略号AP）は、情報処理の促進に関する法律第29条第1項の規定に基づき経済産業大臣が行う国家試験である情報処理技術者試験の一区分。
対象者像は「ITを活用したサービス、製品、システム及びソフトウェアを作る人材に必要な応用的知識・技能をもち、高度IT 人材としての方向性を確立した者」。情報処理技術者試験制度のスキルレベル3（スキルレベルは1 - 4が設定されている。）に相当する。
第一種情報処理技術者認定試験（1969年）・第一種情報処理技術者試験（1970年 - 2000年）・ソフトウェア開発技術者試験（2001年 - 2008年）の後継区分にあたる。

## 概要
対象者像は「高度IT人材となるために必要な応用的知識・技能をもち、高度IT人材としての方向性を確立した者」と規定しており、主に数年の経験を積んだプログラマやシステムエンジニアを主対象としているが、前身のソフトウェア開発技術者試験（ソフ開）とは異なり、システム開発者側だけでなく、従来システムアドミニストレータ試験（シスアド）で対象としていた利用者側にもある程度対応した試験となっている（この点は基本情報技術者試験（FE）も同様である）。
一般的に基本情報技術者試験（スキルレベル2）に合格した者が次に目指す試験区分として認知されており、高度情報処理技術者試験（スキルレベル4）への登竜門的な試験区分でもある。基本情報技術者試験（FE）と同様に出題分野は多岐にわたるが、より深い知識と応用力を試され、午後試験では記述式の設問が大幅に増える。単純に知識をもとにした回答だけではなく、論理的な回答をアウトプットする能力が問われる。
高度情報処理技術者試験が各分野（情報セキュリティ・データベース・ネットワーク・エンベデッドシステムなど）のスペシャリスト試験的な側面を持つ一方、応用情報技術者試験（AP）はIT全般に関する幅広い知識が必要とされるゼネラリスト的な試験として認知されている。ただし午後問題は選択式のため、基礎理論やアルゴリズムといった数理科学的要素の強い問題を回避することも可能である。
IPAの統計資料によれば、社会人の受験率が高いことも相まって試験の受験率自体が60 - 65%程度と低くなっており、その中での受験者の合格率も20%前後と比較的低い。また、受験者層はITエンジニアや情報系専攻出身者が中心である。下位区分の基本情報技術者試験（FE）では大学生などの学生や入社3年以内の新人社員の受験者が比較的多かったが、応用情報技術者試験（AP）では学生、新人の受験者は少なめになっている。

## 試験の難易度
公表されている合格率は例年20%前後であり、一見、下位区分である基本情報技術者試験（FE）と難易度ではそれほど大きな差はないように見えるが、応用情報技術者試験（AP）の場合、受験者の大部分は既に基本情報技術者試験（FE）に合格できる実力を持っている場合が多いため、難易度は相対的に高くなっている。
2015年度（平成27年度）秋期試験より、試験方式の改訂で午後試験で経営戦略やプログラミングに関する問題が必須回答ではなくなったため、旧第一種情報処理技術者試験やソフトウェア開発技術者試験時代の開発者向け試験としての性格が薄れ、インフラエンジニアなど経営やプログラミングとの関わりが薄い人でも挑戦できるようになった。現在は午後試験は必須解答の情報セキュリティ以外の問題はすべて自由選択制となっており選択の幅が広いため、ある意味で基本情報技術者試験よりも挑戦しやすいと言われることもあるが、基本情報技術者試験（FE）を受験せずにいきなり応用情報技術者試験（AP）を受験する場合は、全問必須解答の午前試験の対策はより一層力を入れる必要がある。
午後試験では下位区分（基本情報技術者試験・ITパスポート試験・情報セキュリティマネジメント試験）とは異なり、記述式の問題が登場するため、既に下位区分に合格している人もしっかり対策する必要がある。

### ステップアップについて
2015年（平成27年）度までは基本情報技術者試験（スキルレベル2）合格後に応用情報技術者試験（スキルレベル3）へとステップアップするというのが一般的なルートであったが、基本情報は午後のアルゴリズムとプログラミングが必須問題であり配点も大きいため、これらが苦手な人は合格するのが難しく、必然的に応用情報の受験を諦めてしまう人が少なくなかった（一応念のため書いておくと、制度上は基本情報に合格していなくても、いきなり応用情報を受験することは可能である）。しかし、2016年（平成28年）度からは基本情報と同じスキルレベル2の情報セキュリティマネジメント試験（セキュマネ）が新設されたため、セキュマネ合格後に（基本情報を経由せずに）応用情報へとステップアップするというルートも新たに追加された。基本情報は午後のアルゴリズムとプログラミングが必須問題であり配点も大きいため、これらが苦手な人はセキュマネ合格後にいきなり応用情報を受験することが推奨される（応用情報の午後はプログラミングが選択問題であり回避することが可能である。）。また、先にセキュマネに合格しておくと、応用情報のセキュリティの問題の対策にもなる。ただし、応用情報の午前ではセキュマネになかった基礎理論や開発技術の問題が出題される上に、午後が記述式になるため、その点は注意を要する。

### 他業界の資格との比較
- 法律系の資格と比較すると、行政書士試験が応用情報技術者試験（AP）ととほぼ同じくらいの難易度と言われている。応用情報技術者試験と行政書士試験はともに記述式の問題があるため、一般的には全問マークシート形式である不動産の宅地建物取引士（宅建）試験より合格難易度は高いとされる。
  - ちなみに基本情報技術者試験（FE）は宅建試験と同じくらいの難易度と言われることが多い[5]。どちらもすべての問題が多肢選択式であり、記述式の問題は出題されない。
- 金融・会計の資格と比較すると、FP技能士1級や日商簿記検定1級・全経簿記能力検定上級と同程度の難易度であると言われている。
  - 基本情報技術者試験（FE）はFP技能士2級や日商簿記検定2級と同程度の難易度と言われることが多い。

## 沿革
- 1969年（昭和44年）第一種情報処理技術者認定試験として実施。
- 1970年（昭和45年）第一種情報処理技術者試験として実施。
- 2001年（平成13年）ソフトウェア開発技術者試験と改称、前年に廃止されたプロダクションエンジニア試験の範囲を含むこととなった。
- 2009年（平成21年）応用情報技術者試験新設。春期・秋期の年二回実施となる。
  - 従来のソフトウェア開発技術者試験の出題範囲に加え、これまでシステムアドミニストレータ試験で対象としてきた内容の一部（経営戦略・システム監査など）を吸収し、範囲拡大。開発者側だけでなく利用者側も対象とした幅広い出題範囲となる。
  - 制度改正後の初回試験の合格率は26.1%[6]。
- 2014年（平成26年）春期試験より、情報セキュリティ分野からの出題が強化される。午前試験でセキュリティ分野からの出題問題数が増えた他、午後試験でセキュリティ分野が必須問題になった。
  - また、秋期試験より、午後試験の回答数が6問から5問に変更される。これにより、今まで経営戦略とプログラミングのどちらか一方が選択必須だったものが、両方選択可能または両方とも選択しないという解答方法が可能になった。

## 出題範囲
出題範囲は基本情報技術者試験（スキルレベル2）とほぼ同じであるが、応用情報技術者試験はスキルレベル3であるため、基本情報技術者試験の内容をより深く掘り下げたものが出題される。
なお、上位区分である高度情報処理技術者試験（スキルレベル4）は応用情報や基本情報とは異なり、各試験区分ごとに異なる専門分野に特化した試験となっている（言い換えれば、応用情報や基本情報はIT全般について浅く広く問われる試験とも言える。）。
なお、応用情報技術者試験では、旧ソフトウェア開発技術者（ソフ開）の出題範囲に加え、ストラテジやシステム監査に関する内容が追加されており、範囲としては拡大している。

※出題範囲の詳細については、

※旧試験の出題範囲については、

### 午前試験

#### テクノロジ系
基礎理論
- 計算機科学に関する基礎理論
- アルゴリズムとプログラミング

コンピュータシステム
- コンピュータ構成要素
- システム構成要素
- ソフトウェア
- ハードウェア

技術要素
- ユーザインタフェース（2024年（令和6年）春期までは「ヒューマンインタフェース」）
- 情報メディア（2024年（令和6年）春期までは「マルチメディア」）
- データベース
- ネットワーク
- セキュリティ

開発技術
- システム開発技術
- ソフトウェア開発管理技術

#### マネジメント系
プロジェクトマネジメント
- プロジェクトマネジメント

サービスマネジメント
- サービスマネジメント
- システム監査

#### ストラテジ系
システム戦略
- システム戦略
- システム企画

経営戦略
- 経営戦略マネジメント
- 技術戦略マネジメント
- ビジネスインダストリ

企業と法務
- 企業活動
- 法務

### 午後試験
- ストラテジに関すること
  - 経営戦略に関すること
  - 情報戦略に関すること
  - 戦略立案・コンサルティングの技法に関すること
- システムアーキテクチャに関すること
- ITサービスマネジメントに関すること
- プロジェクトマネジメントに関すること
- コンピュータネットワークに関すること
- データベースに関すること
- 組み込みシステムに関すること
- 情報システム開発に関すること
- プログラミングに関すること
- 情報セキュリティに関すること
- システム監査に関すること

## 形式
午前・午後共に60％以上の得点で合格となる。午前試験で不合格となった場合、午後の解答は採点されない（多段階選抜方式）。
基本情報技術者試験や高度情報処理技術者試験とは異なり、午前試験の免除制度は当試験には存在しない。それ故、受験者全員が午前試験および午後試験を受けなければならない。
なお、ソフトウェア開発技術者試験（ソフ開）にあった午後IIは廃止された。

### 午前
試験時間150分。四肢択一式（マークシート使用）で80問出題され全問解答。素点形式で採点され60点以上で合格（満点は100点）。
- 問1 - 問50：テクノロジ系（コンピュータ科学基礎・ハードウェア・稼働率・ソフトウェア・論理回路・データベース（SQL・正規化）・ネットワーク・セキュリティ・設計）
- 問51 - 問60：マネジメント系（DFD・開発規模・工数など）
- 問61 - 問80：ストラテジ系（全体計画立案・業務改善・契約タイプ・経営戦略・ABC分析・利益や費用の計算・関係法規など）

- 2009年よりそれまでシステムアドミニストレータ試験で出題されていたようなストラテジ系が20問出題されるようになった。2008年まで（旧・ソフトウェア開発技術者試験）はストラテジ系は出題対象外だった。
- 2014年度（平成26年度）の試験より、セキュリティ分野からの出題が強化されており、セキュリティに関する問題が（テクノロジ領域50問中）10問程度出題されるようになっている。

### 午後
試験時間150分。素点形式で採点され60点以上で合格（満点は100点）。
- 記述式で11問出題、うち1問（情報セキュリティ）が必修[7]、10問（ストラテジ分野全般・プログラミング・システムアーキテクチャ・データベース・ネットワーク・組込みシステム開発・情報システム開発・プロジェクトマネジメント・サービスマネジメント・システム監査）中から4問を選択して解答。
  - 一般的にプログラミングの問題は未経験者には推奨されない。基本情報技術者試験の午後科目とは異なり、必須解答ではないため、未経験者は回避したほうが無難である。なお構文はC言語に類似しているとされる。
  - 平成27年春期までは、1問（情報セキュリティ）が必修、2問中（ストラテジ分野全般・プログラミング）から1問、8問（システムアーキテクチャ・データベース・ネットワーク・組込みシステム開発・情報システム開発・プロジェクトマネジメント・サービスマネジメント・システム監査）中から4問をそれぞれ選択して解答するという形式だった[8]。つまり、回答数が6問から5問に少なくなる。

## 合格者の特典
- 合格の日から2年間、高度情報処理技術者試験の午前Iの科目免除が受けられる。

科目免除又は任用資格など。これには従前の第一種情報処理技術者およびソフトウェア開発技術者を含む。
- 弁理士試験の科目免除（理工V・情報）
- 中小企業診断士試験の科目免除（経営情報システム）
- 国家公務員および地方公務員の経験者採用試験の条件・加点[9][10]
- 技術陸曹・海曹・空曹の任用資格[11]（2曹）、予備自衛官の任用資格（予備１等陸曹）、予備自衛官補（技能公募受験資格）
- 警視庁特別捜査官の3級職（巡査部長）のサイバー犯罪捜査官の任用資格
- 教員資格認定試験（高等学校教諭一種・情報科）の受験資格[12]
- 日本測量協会の空間情報総括監理技術者試験の受験資格[13]
- 高等学校・大学・大学院・短期大学等の入学試験における優遇[14]、入学後の単位認定[15][16]
- 全国工業高等学校長協会のジュニアマイスター顕彰制度におけるポイント加算[17]

## その他
- IT人材育成センター国家資格・試験部の統計資料による累計値

| 区分                     | 区分                     | 受験者数（人） | 合格者数（人） | 合格率（%） |
| ------------------------ | ------------------------ | -------------- | -------------- | ----------- |
| 第一種情報処理技術者認定 | 第一種情報処理技術者認定 | 10,527         | 811            | 7.7         |
| 第一種情報処理技術者     | 1970年度～1994年度春期   | 669,911        | 91,372         | 13.6        |
| 第一種情報処理技術者     | 1994年度秋期～2000年度   | 317,642        | 41,417         | 13.0        |
| プロダクションエンジニア | プロダクションエンジニア | 51,769         | 4,321          | 8.3         |
| ソフトウェア開発技術者   | ソフトウェア開発技術者   | 457,000        | 68,305         | 14.9        |
統計資料の応募者・受験者・合格者の推移表において、第一種情報処理技術者試験（認定含む）およびソフトウェア開発技術者試験にかかる数値は本試験に計上されているが、プロダクションエンジニア試験にかかる数値は計上されていない。